# Marbriano de Orto
Marbriano de Orto (gebürtig Marbrianus Dujardin; * um 1460 in Tournai; † Januar oder Februar 1529 in Nivelles, belgische Provinz Brabant) war ein franko-flämischer Komponist und Sänger der Renaissance.

## Leben und Wirken
Marbriano de Orto war das nichteheliche Kind eines Priesters und bekam seine Ausbildung mit großer Wahrscheinlichkeit an einer der Kirchen seiner Heimatdiözese Tournai. In einem Gesuch des Tournaier Kardinalbischofs Ferry de Cluny vom September 1482 an Papst Sixtus IV. (Amtszeit 1471–1484) wird der Komponist „Marbrianus de Orto Tornacensis civitatis“ genannt; dies gilt als Beleg für seine Herkunft. Der Name „de Orto“ ist eine Latinisierung von „Dujardin“. Nach dem genannten Dokument war de Orto zu dieser Zeit ein Vertrauter des Kardinals und hielt sich mit diesem seit Juni 1482 in Rom auf. Nach dem unerwarteten Tod seines Dienstherrn im Oktober 1483 hat sich de Orto schon im Dezember dieses Jahres eine Stelle in der päpstlichen Kapelle gesichert und gehörte ihr ab da bis zum Jahr 1499 an.
Die päpstliche Kapelle umfasste 18 bis 20 Musiker, meist Flamen, Wallonen und Franzosen und sang während der Liturgie Gregorianische Choralgesänge; mehrstimmige Musik wurde nur selten aufgeführt. Es wurde nicht nur in der Sixtinischen Kapelle gesungen, sondern auch in anderen Kirchen, wenn der Papst dort zelebrierte, manchmal auch in seinen Privatgemächern. Zu dieser Zeit waren an der Kapelle die Komponisten Gaspar van Weerbeke (1481–1489 und wieder etwa ab 1499), Bertrandus Vaqueras (Lebenszeit um 1450–1507), Johannes de Stokem und Josquin Desprez (September 1486 bis etwa 1494) die Kollegen von Marbrianus de Orto.
Der Komponist stand bei den Päpsten in hoher Gunst, besonders bei Innozenz VIII. (Amtszeit 1484–1492), der ihn mit einer Reihe von Benefizien versorgte, seine Geburt legitimierte, ihm 1486 eine jährliche Pension gewährte und ihn nach 1489 zum Dekan an der Abtei Sainte-Gertrude in Nivelles ernannte. Diese Ernennung stieß zufolge einer päpstlichen Mitteilung von Alexander VI. (Amtszeit 1492–1503) vom 30. Juli 1496 auf Widerstand, was de Orto 1497 veranlasste, sich nach Nivelles zu begeben, um das Amt für sich zu beanspruchen und anzutreten. 1487 wurde er auch Kanoniker in der Stadt Comines. Seinen Wohnsitz verlegte er jedoch erst nach 1499 von Rom nach Nivelles. Zu dieser Abtei stand de Orto bis zu seinem Lebensende in einem engen und auch sehr gut dokumentierten Kontakt, auch nach seinem späteren Weggang; dies ging einher mit einer besonderen persönlichen Verehrung der heiligen Gertrud. Dies bezeugen auch zahlreiche Stiftungen; die kostbarste davon ist eine Bronzetruhe zur Aufbewahrung von Reliquien, die heute noch im Querschiff der Kirche zu sehen ist.
Den Höhepunkt seiner künstlerischen Karriere erreichte der Komponist im Jahr 1505. In diesem Jahr brachte der venezianische Musikverleger Ottaviano dei Petrucci eine Sammlung mit Messen nur von ihm heraus, einen so genannten Individualdruck, betitelt mit „Misse de Orto“, was als besondere Ehrung angesehen werden kann. Darüber hinaus fand de Orto am 24. Mai 1505 Aufnahme in der Hofkapelle von Herzog Philipp dem Schönen von Kastilien (Regierungszeit 1504–1506). Hier war de Orto Kollege von weiteren Komponisten des Hofs, z. B. Pierre de la Rue, Alexander Agricola, Nicolas Champion und Antonius Divitis, wurde aber bald vom Herzog zum premier chapelain ernannt, was auch mit einer deutlich erhöhten Vergütung verbunden war. Vielleicht auf Grund dieses hohen Amts scheint de Orto in der Folgezeit seine kompositorische Tätigkeit praktisch eingestellt zu haben.
Philipp der Schöne trat mit seinem Hofstaat am 10. Januar 1506 seine zweite Spanienreise an, diesmal auf dem Seeweg, wobei die Sänger und Instrumentalisten ein eigenes Schiff hatten. Ein Sturm hat jedoch am 13. Januar einen Teil der Flotte, auch das Schiff der Musiker, nach Falmouth an der englischen Südwestküste getrieben. Es ist sehr wahrscheinlich, dass Marbriano de Orto in dieser gefährlichen Zeit das Gelübde abgelegt hat, die Lebensbeschreibung der heiligen Gertrud vom Lateinischen ins Französische zu übersetzen. Nachdem die Flotte schließlich am 27. April des Jahres in der nordwestspanischen Hafenstadt A Coruña angekommen war, zog der Herzog über Valladolid nach Burgos, um seine Sommerresidenz einzurichten. Er erkrankte hier jedoch schwer an Fieber und starb schließlich am 26. September 1506, woraufhin seine Hofkapelle sich auflöste, ein Teil der Musiker nach Burgund zurückkehrte, ein anderer Teil von seiner Witwe und Nachfolgerin Johanna übernommen wurde, so auch de Orto. Johanna, mit dem Beinamen „die Wahnsinnige“, wurde jedoch zwei Jahre später von ihrem Vater entmachtet und gefangen gesetzt, mit der Folge, dass sich im August 1508 auch diese Hofkapelle auflöste und der Komponist Spanien verließ.
Am Hof in Brüssel wurde die Regentschaft von Margarete von Österreich für den noch minderjährigen Erzherzog Karl geführt, den späteren Kaiser Karl V. Hier war de Orto zunächst bei der Reorganisation der Hofkapelle behilflich; er wurde dann laut Dokument aus dem Jahr 1509 ab 1510 zum premier chapelain ernannt und wechselte sich in diesem Amt bis 1517 mit einem gewissen Anthoine de Berghes ab. Dieser Wechsel hing mit Residenzpflichten an anderen Kirchen zusammen, nachdem er ab 1510 als Kanoniker an der Kathedrale Notre-Dame in Antwerpen (Liebfrauenkirche) und ab 1513 in der gleichen Funktion an Saint-Gudule in Brüssel tätig war. Auf der Spanienreise von Kaiser Karl V. im Jahr 1517 hat sich de Orto offenbar von einem gewissen Cr. van Stappen vertreten lassen. Obwohl sein Name in der Zahlungsliste vom 21. Juni ausgestrichen ist, fungierte er nach einer anderen Unterlage immer noch als „Kanzler und erster Kaplan Karls“. Es ist nicht sicher, ob er im Jahr 1522 noch an der Reise seines Dienstherrn nach England teilnahm; prinzipiell war er aus Altersgründen davon entpflichtet. Seinen Lebensabend hat Marbriano de Orto in Nivelles verbracht; er starb dort im Januar oder Februar 1529 und wurde bei der Kirche Sainte-Gertrude beigesetzt. Hier war sein Grabstein bis 1940 zu sehen, bis die Kirche im Zuge von Kriegshandlungen teilweise zerstört wurde.

## Bedeutung
Zentrale Bedeutung für die Überlieferung von de Ortos Kompositionen nimmt Petruccis genannter Individualdruck von 1505 ein, der fünf der sechs überlieferten Messen des Komponisten enthält; weitere wichtige Handschriftengruppen stehen in enger Verbindung mit seinen päpstlichen und kaiserlich-habsburgischen Dienstherren. Seine Messen zeigen auf hohem Niveau seine zeit- und gattungstypische Kompositionskunst und sind alle vom Cantus-firmus-Typ (c.f.). Zu den frühesten Messen gehört die kanonische Messe „Ad fugam“, die kurz vor 1490 entstand und nicht in Petruccis Sammlung enthalten ist. Sie lehnt sich auch stilistisch mit ihrer Tendenz zu kleiner Gliederung und schweifender Melodik an den Stil der Ockeghem-Generation an. Ihr am nächsten steht die Messe „L’homme armé“, die das bekannte Volkslied in der verkürzten Fassung, mit dem c.f. meist im Tenor, in verschiedenen Zeitmaßen, Diminutionen und Transpositionen zitiert, wie es für die Josquin-Generation typisch war. Dagegen wird in seiner Messe „La belle se sied“ der c.f. freier behandelt. Hier wird die aus dem 13. Jahrhundert stammende Melodie gelegentlich ornamentiert, aber hauptsächlich imitiert; diese Messe fällt auch durch ihre farbige und vielfach akkordische Struktur auf. In der Messe „J'ay pris amours“ verwendet de Orto als Einziger diese anonyme, im 15. Jahrhundert sehr beliebte Chanson für eine Messe, bringt den Tenor und die oberste Stimme der Vorlage meist linear, teilweise sogar als c.f., lässt aber die polyphone Struktur der Melodie gänzlich beiseite, so dass die Komposition nicht als Parodiemesse im eigentlichen Sinn bezeichnet werden kann. Die Messe „Petita camusette“ verdankt ihre Namensgebung seitens Petrucci der zufälligen Ähnlichkeit des „Mi-mi-Motivs“ mit der Chanson Petita camusette. Weil hier aber weitere Bezüge zu dieser Melodie fehlen, gilt die Namensgebung als irrtümlich. In dieser längsten Messe de Ortos wird vielmehr der doppelte Quintsprung verarbeitet und Choralzitate stehen im Vordergrund, weshalb diese Messe in die Reihe von Mi-mi-Messen etwa von Johannes Ockeghem oder Matthaeus Pipelare eingeordnet werden kann. In der „Missa dominicalis“ schließlich werden unterschiedliche Choralmelodien paraphrasiert und im Credo werden zwei verschiedene Credo-Melodien miteinander kombiniert.
Die meisten übrigen geistlichen Werke de Ortos gehen auf seine Zeit in der päpstlichen Kapelle zurück. Die typischen Aufführungstraditionen dieser Kapelle mit ihrer speziellen Textfassung, ihrer Choralbehandlung und dem gezielten Einsatz akkordischer Schreibweise finden sich in diesen Kompositionen wieder; dazu gehören auch die allgemeine stilistische Orientierung an Johannes Ockeghem und Johannes Regis. Dagegen ist das recht kompakte „Ave Maria“, welches Petruccis Sammlung „Odhecaton A“ eröffnet, weniger streng ausgerichtet. Die Motetten de Ortos zeigen wiederum die Cantus-firmus-Technik. Das Stück „Salve regis mater“ ist anonym überliefert, feiert die Krönung Papst Alexanders VI. im Jahr 1492 und wird zu den Werken mit zweifelhafte Autorschaft gerechnet. Ein anderes Manuskript (C.S. 15) enthält einen Hymnenzyklus, dessen Teile Guillaume Dufay, Josquin und de Orto zugeschrieben werden.
Unter den weltlichen Werken verdient seine Vertonung der Klage der Dido in Vergils Aeneis, „Dulces exuviae“, besondere Beachtung. Sie ist das einzige Stück des Komponisten, das sich in der Chanson-Sammlung der Margarete von Österreich befindet und sich somit in seine Zeit an diesem Habsburger Hof einordnen lässt. Die Textvertonung ist eine der frühesten in einer Reihe weiterer von Josquin, Johannes Ghiselin, Jean Mouton, Adrian Willaert, Jacobus Arcadelt und Orlando di Lasso und zeichnet sich durch besondere Ausdrucksmomente aus, so durch die klagende phrygische Kirchentonart und durch die dissonanzenreiche Verwendung chromatischer Effekte. Die übrigen weltlichen Stücke sind meist freie Chansons, oder Rondeaux wie im Fall von „Venus tu m’a pris“, „D’ung aultre amer“ und „Fors seulement“, wobei die beiden letzteren jeweils die oberste Stimme der Ockeghem-Vorlage übernehmen und „Venus“ im burgundischen Stil gehalten ist. Bei dem Stück „Et il y a trois dames a Paris“ lässt die Verwendung homophoner Passagen auf die Pariser Chanson und damit stilistisch das 16. Jahrhundert vorausahnen. Von dem letztgenannten besonderen Fall abgesehen lässt sich der Chanson-Stil Marbriano de Ortos wegen seiner kontrapunktischen Raffinesse, seiner gelegentlichen Kanon-Verwendung und seinem Hang zur Wort-Ausdeutung als ausgesprochen progressiv bezeichnen.

## Werke
Gesamtausgabe: Marbriano de Orto. Opera omnia, herausgegeben von N. Davison, Moretonhampstead 2005
- Messen und Messenteile (wenn nichts anderes angegeben, zu vier Stimmen)
  - Missa dominicalis
  - Missa „J’ay pris amours“ (mit 2 Credos überliefert)
  - Missa „La belle se sied“
  - Missa „L’homme armé“
  - Missa „Petita camusetta“ (Mi mi)
  - Missa („ad fugam“)
  - Kyrie „in honorem beatissime virginis“
  - Credo „Le serviteur“
  - Credo zu fünf Stimmen
- Motetten
  - „Ave Maria gratia plena“ zu vier Stimmen
  - „Ave Maria mater gracie“ zu fünf Stimmen
  - „Da pacem Domine“ zu fünf Stimmen
  - „Descendi in ortum meum“ zu vier Stimmen (Fragment, Superius verloren)
  - „Domine non secundum“ zu vier Stimmen
- Andere liturgische Werke (alle zu vier Stimmen)
  - „Lamentatio Jeremie prophete“
  - „Lucis creator optime“
  - „Ut queant laxis“ (Vers 2, „Nuncius celso“: von Guillaume Dufay vertont)
- Chansons
  - „D’ung aultre amer“ zu vier Stimmen
  - „Et il y a trois dames a Paris“ („Les troys filles de Paris“) zu vier Stimmen
  - „Fors seulement“ zu vier Stimmen
  - „Je ne suis poinct“ zu vier Stimmen (Bassus verloren, aber wahrscheinlich mit Tenor im Kanon)
  - „Mon mary m’a diffamée“ zu vier Stimmen
  - „Se je perdu mon amy“ zu vier Stimmen
  - „Venus tu m’a pris“ zu drei Stimmen
- Andere weltliche Sätze
  - „Dulces exuviae“ zu vier Stimmen (Text: Vergil, Aeneis IV, 651–654)
  - „La mi la sol“ zu vier Stimmen (textlos)
- Werke, bei denen die Autorschaft de Ortos angezweifelt wird
  - „Salve regis mater“ / „Hic est sacerdos“ (zur Papstkrönung Alexanders VI. am 26. August 1492, anonym)
  - „Fama malum“ (anonym)
  - „Impulsus eversus sum“ (Joannes de Horto vermerkt)
  - „Je cuide se ce temps me dure“ (in unterschiedlichen Handschriften „De Orte“, „Congiet“ und „Japart“ zugeschrieben)